# Taeniodera tricolor
Taeniodera tricolor är en skalbaggsart som beskrevs av Mohnike 1873. Taeniodera tricolor ingår i släktet Taeniodera och familjen Cetoniidae.

## Underarter
Arten delas in i följande underarter:
- T. t. palawanica
- T. t. samarensis